# 山田湯
山田湯（やまだゆ）は、富山県富山市の町名である。山田温泉が存在し保養地となっている他、旧山田村の商業や行政の中心地となっている。

## 概要
「湯」という地名は、山田温泉に由来する。この温泉は1300年前に開湯された越中最古とされる温泉である。山田行政センター(旧山田村役場)があり、山田村の中心地として機能していた。
なお、山田湯の集落内にある「山田温泉玄猿楼」と「山田温泉光楽」はそれぞれ別源泉であり、前者の泉名は「山田温泉」、後者は「山田西温泉」である。

## 歴史
古くは湯谷村と称し、1735年（享保20年）10月に湯村に改められた。1876年（明治9年）に石川県に所属、1883年（明治16年）には富山県に編入された。1889年（明治22年）4月1日、町村制施行により婦負郡山田村発足。旧 湯村は山田村湯地区となる。2005年には婦中町と山田村および周辺町村と合併し、富山市の一部となった。

## 地理
集落の中央を山田川が縦貫しており、集落は川沿いに集中している。高瀬峠を通じて八尾町と隣接しており、古くから交流が盛んであった。
- 河川 山田川 、湯谷川
- 峠 高瀬峠

## 施設
- 山田行政センター(旧山田村役場)
- 山田温泉玄猿楼
- 山田温泉光楽

## 交通
- 富山地方鉄道バス21系統「山田行政センター前」バス停 - 屋根付きのバス待合室がある。

## 参考出典
- 『富山県の地名』平凡社
- 『角川日本地名大辞典 16 富山県』角川書店、1979年10月8日。